# Talutanlage (Krapenberg)
Die Talutanlage auf dem Weinberg Krapenberg im Radebeuler Stadtteil Zitzschewig ist eine aus sechs Talutmauern bestehende Anlage mit fünf Quartieren zum witterungsgeschützten Anbau von Tafeltrauben. Die unter Denkmalschutz stehende Anlage liegt am Kynastweg 2 und gehört zur Weinbaulage Radebeuler Johannisberg. Die Talutanlage liegt wie die umgebenden Weinbergsflächen des Krapenbergs beziehungsweise des benachbarten Kynasts im Denkmalschutzgebiet Historische Weinberglandschaft Radebeul.

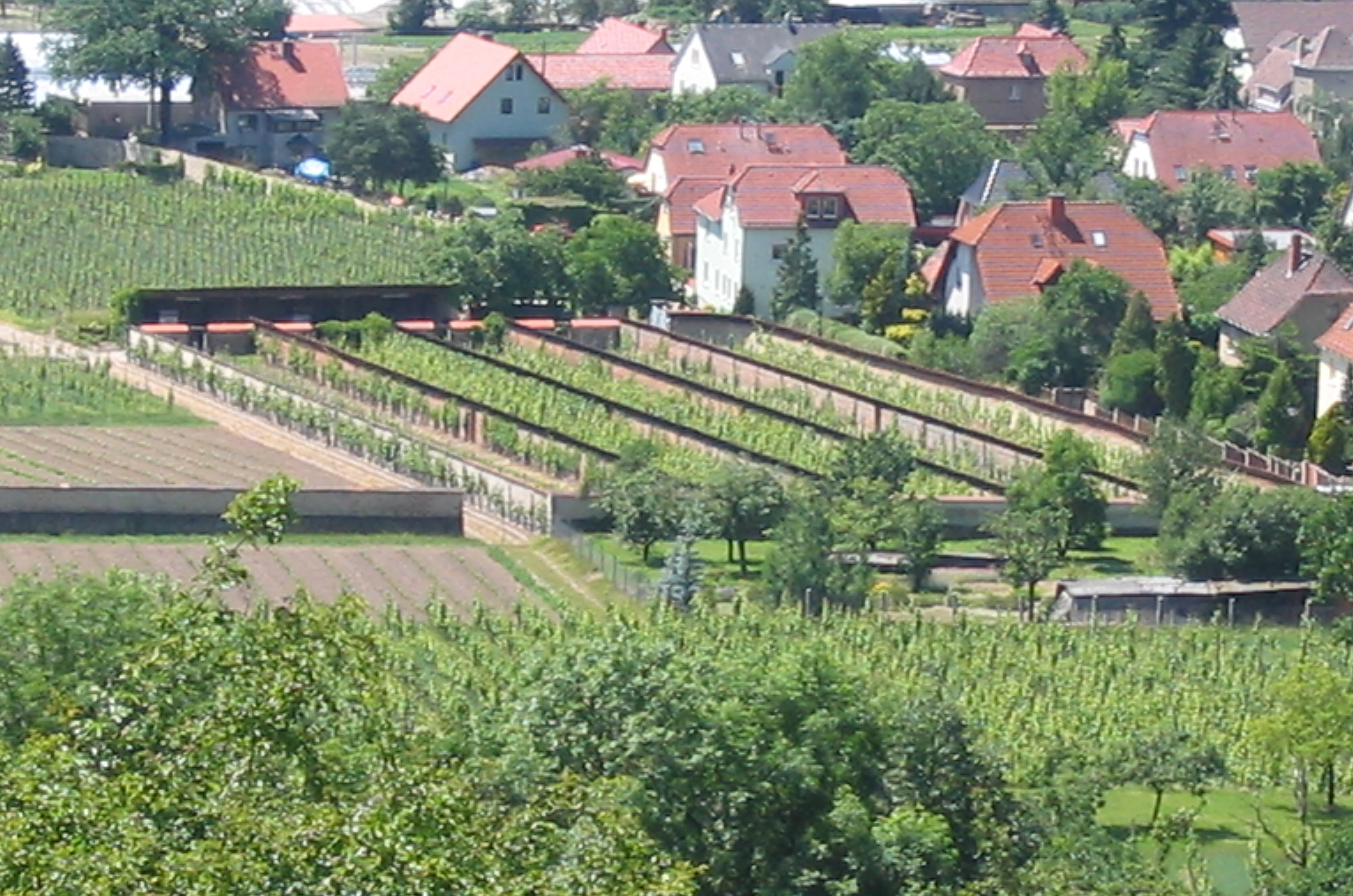
Talutanlage auf dem Krapenberg-Gelände, von der Spitze des Krapenbergs aus gesehen (2009)

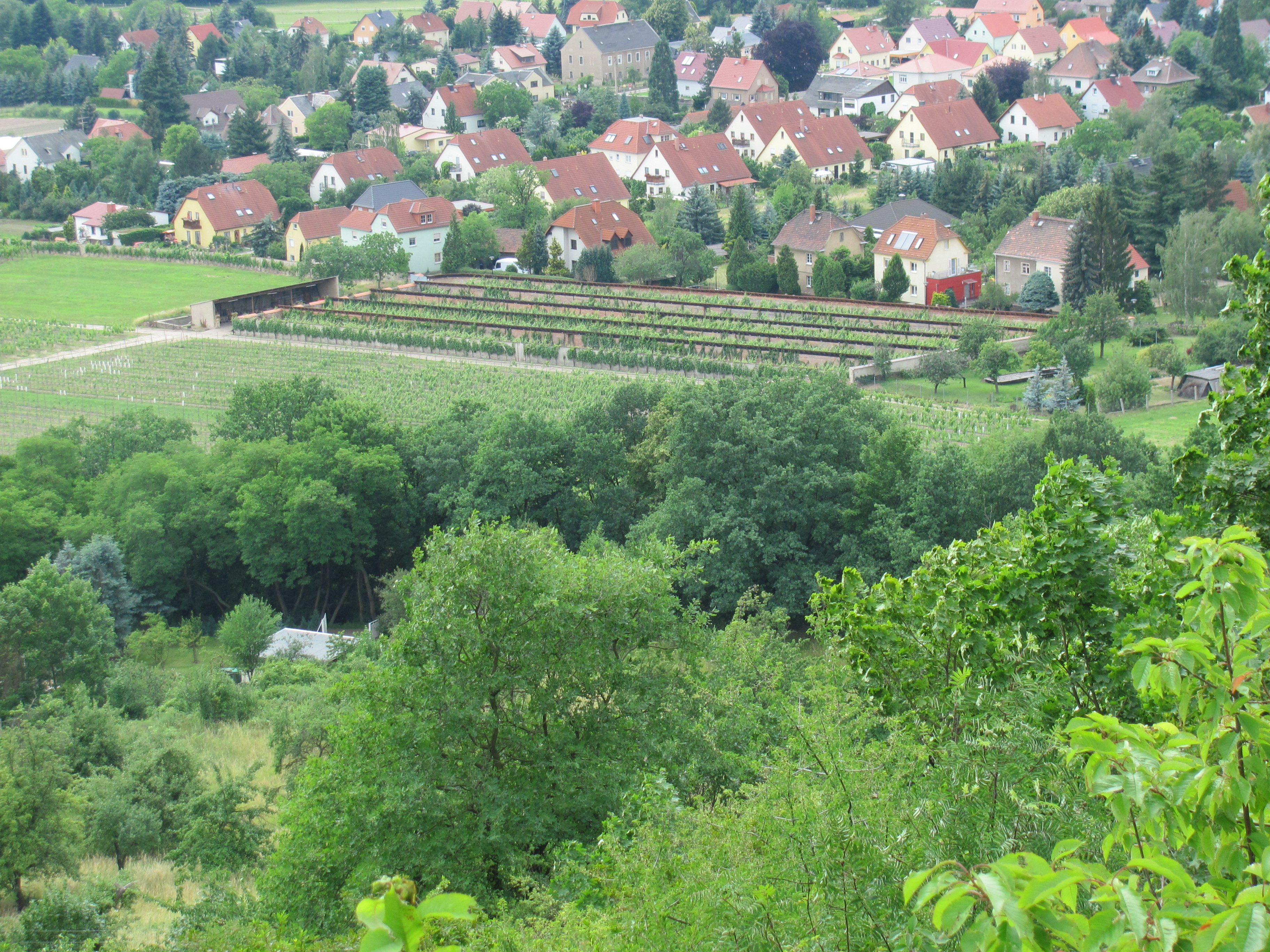
Talutanlage auf dem Krapenberg-Gelände, von der Zechstein-Aussicht aus gesehen (2012)

## Beschreibung
1862 wurde im sächsischen Radebeul auf dem Weinbergs-Grundstück Krapenberg, nahe der zugehörigen Krapenburg, durch den Leipziger Apotheker Ludwig Neubert eine Talutanlage von ca. 40 × 110 m Größe zum witterungsgeschützten Anbau von Tafeltrauben und kälteempfindlichen Edelobstsorten errichtet. Sie wird von sechs je 2,5 bis 3 Meter hohen Mauern im Abstand von je 6 Metern gebildet, die zur Verbesserung des Mikroklimas mit kurzen, nach Westen geneigten Verdachungen (franz.: talutage) versehen sind. Somit ergeben sich in dieser Anlage etwa 1000 laufende Meter Anbauspalier. Im Gegensatz zu den meisten Talutmauern, die von West nach Ost ausgerichtet sind, um die Südsonne einzufangen, verlaufen die Mauern dieser Anlage von Nordost nach Südwest. Auf der Ostseite wurde Wein angebaut und auf der Westseite kälteempfindliches Obst.
Die Anlage ist heute als eine von wenigen in Europa sowie als einzige in Deutschland noch fast vollständig erhalten und steht unter Denkmalschutz. Sie wird vom Sächsischen Staatsweingut Schloss Wackerbarth genutzt.